# Der Müngstener
| |                     |                          |                                 |
| Kursbuchstrecke (DB): | 450.7               |                          |                                 |
| Streckenlänge: | 41 km               |                          |                                 |
| Streckengeschwindigkeit: | 100 km/h            |                          |                                 |
| |                     |                          |                                 |
| Verkehrsunternehmen: | RheinRuhrBahn       |                          |                                 |
| Bundesland (D): | Nordrhein-Westfalen |                          |                                 |
| Verlauf |                     |                          |                                 |
| \| \| 0 \| Wuppertal Hbf \| ICE, IC, RE, RB, S 8, S 9, S 28 \| \| \| 1 \| Wuppertal-Unterbarmen \| S 8, S 9 \| \| \| 3 \| Wuppertal-Barmen \| RE, RB, S 8, S 9 \| \| \| 5 \| Wuppertal-Oberbarmen \| RE, RB, S 8, S 9 \| \| \| 13 \| Wuppertal-Ronsdorf \| Wuppertal-Ronsdorf \| \| \| 15 \| Remscheid-Lüttringhausen \| Remscheid-Lüttringhausen \| \| \| 19 \| Remscheid-Lennep \| RE \| \| \| 23 \| Remscheid Hbf \| RE \| \| \| 27 \| Remscheid-Güldenwerth \| RE \| \| \| 31 \| Solingen-Schaberg \| Solingen-Schaberg \| \| \| 34 \| Solingen Mitte \| RE \| \| \| 35 \| Solingen Grünewald \| RE \| \| \| 41 \| Solingen Hbf \| ICE, IC, RE, RB, S 1 \| |                     |                          |                                 |
| | 0                   | Wuppertal Hbf            | ICE, IC, RE, RB, S 8, S 9, S 28 |
| S-Bahnhof | 1                   | Wuppertal-Unterbarmen    | S 8, S 9                        |
| Bahnhof mit S-Bahn-Halt | 3                   | Wuppertal-Barmen         | RE, RB, S 8, S 9                |
| Bahnhof mit S-Bahn-Halt | 5                   | Wuppertal-Oberbarmen     | RE, RB, S 8, S 9                |
| S-Bahnhof | 13                  | Wuppertal-Ronsdorf       | Wuppertal-Ronsdorf              |
| S-Bahn-Halt | 15                  | Remscheid-Lüttringhausen | Remscheid-Lüttringhausen        |
| Bahnhof mit S-Bahn-Halt | 19                  | Remscheid-Lennep         | RE                              |
| Bahnhof mit S-Bahn-Halt | 23                  | Remscheid Hbf            | RE                              |
| Bahnhof mit S-Bahn-Halt | 27                  | Remscheid-Güldenwerth    | RE                              |
| S-Bahn-Halt | 31                  | Solingen-Schaberg        | Solingen-Schaberg               |
| Bahnhof mit S-Bahn-Halt | 34                  | Solingen Mitte           | RE                              |
| | 35                  | Solingen Grünewald       | RE                              |
| | 41                  | Solingen Hbf             | ICE, IC, RE, RB, S 1            |

Der Müngstener ist eine S-Bahn-Linie und ehemalige Regionalbahnlinie im Schienenpersonennahverkehr (SPNV) des Landes Nordrhein-Westfalen mit der Liniennummer S 7, die zwischen Wuppertal, Remscheid und Solingen verkehrt. Sie führt auf einer etwa U-förmigen Strecke von Wuppertal Hauptbahnhof über Remscheid-Lennep und Remscheid Hauptbahnhof nach Solingen Hauptbahnhof. Damit berührt sie die drei zentralen Großstädte des Bergischen Landes. Betrieben wird die Linie seit 10. Dezember 2023 von der RheinRuhrBahn.
Vom 24. Mai 1998 bis zum 14. Dezember 2013 trug der Müngstener die Liniennummer RB 47. Der Name der Linie bezieht sich auf den ehemaligen Ort Müngsten, in dessen Nähe das Tal der Wupper auf der Müngstener Brücke überquert wird.

## Geschichte

### Verzögerungen bei der Müngstener Brücke
Im Jahr 2010 kam es immer wieder zu Störungen und zu Verzögerungen im Zugverkehr, da u. a. das eingesetzte Zugmaterial als veraltet galt. Hinzu kamen größere Schäden an der Müngstener Brücke. Nachdem die Brücke zunächst nur noch von leichten Triebwagen mit 10 km/h überquert werden durfte, sperrte das Eisenbahn-Bundesamt die Brücke Ende November 2010 bis auf weiteres komplett. Erst am 21. Juni 2011 erteilte es die Freigabe für den Personenverkehr, bis dahin wurde der Personenverkehr zwischen Solingen Mitte und Remscheid-Güldenwerth mit Bussen als Schienenersatzverkehr abgewickelt. Als bemerkt wurde, dass bei den Berechnungen für die Belastbarkeit der Brücke fälschlicherweise nur das Leergewicht der Züge in Betracht gezogen worden war, gab es weitere Prüfungen und die Feststellung, dass Lager erneuert werden mussten. Dadurch kam es wegen ergänzender Reparaturarbeiten zu einer weiteren Sperrung bis Ende 2014. Ab dem 14. Dezember 2014 wurde die Brücke, pünktlich zum Fahrplanwechsel, wieder planmäßig befahren.

### Betreiberwechsel 2013

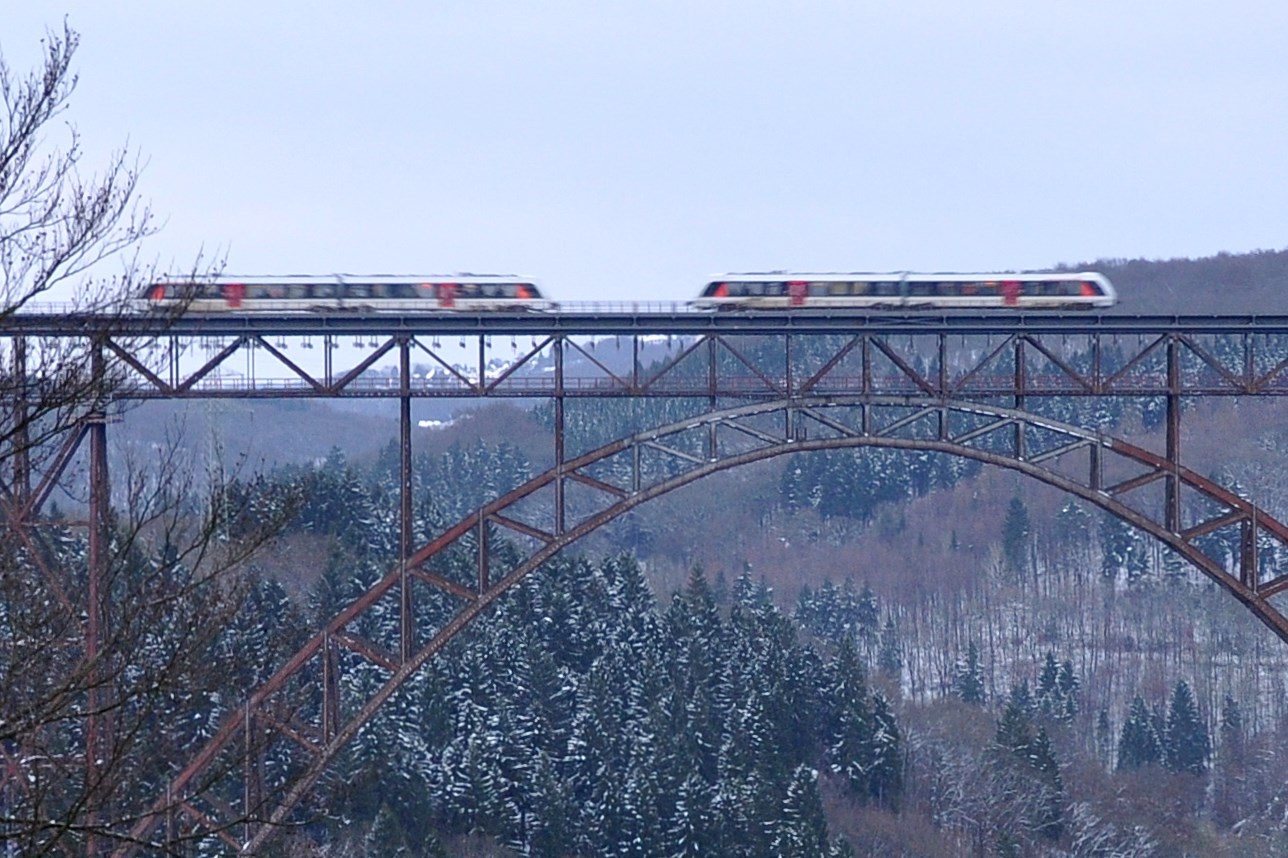
Zwei Züge der S7 begegnen sich auf der Müngstener Brücke

Nach der Ausschreibung von November 2009 bis Januar 2010 wurde im November 2010 bekannt gegeben, dass Abellio Rail NRW die Ausschreibung für sich gewinnen konnte. Der Betreiber kündigte an, Neufahrzeuge vom Typ LINT 41 zu bestellen, die über barrierefreie Einstiege, großräumige Toiletten, Videoüberwachung und Mehrzweckbereiche verfügen. Am 15. Dezember 2013 wurde der Verkehr für eine geplante Dauer von 15 Jahren (bis 2028) von Abellio übernommen. Auch der erstmalige Einsatz der neuen Fahrzeuge erfolgte zu diesem Zeitpunkt.
Seit dem Fahrplanwechsel im Dezember 2013 wird die Linie nicht mehr als Regionalbahn „RB 47“, sondern als S-Bahn „S 7“ bezeichnet.

### Notvergabe im Jahr 2022
Aufgrund der Insolvenz von Abellio Rail NRW wurde die S 7 zum 1. Februar 2022 im Rahmen einer Notvergabe von der VIAS Rail GmbH übernommen.
Im Anschluss an die Notvergabe wurde die Linie für den Zeitraum bis Dezember 2028 regulär ausgeschrieben. Diese Ausschreibung gewann die RheinRuhrBahn, Tochterunternehmen von Transdev, die damit den Müngstener zum 10. Dezember 2023 für eine Laufzeit von fünf Jahren übernommen hat.

## Zuglauf

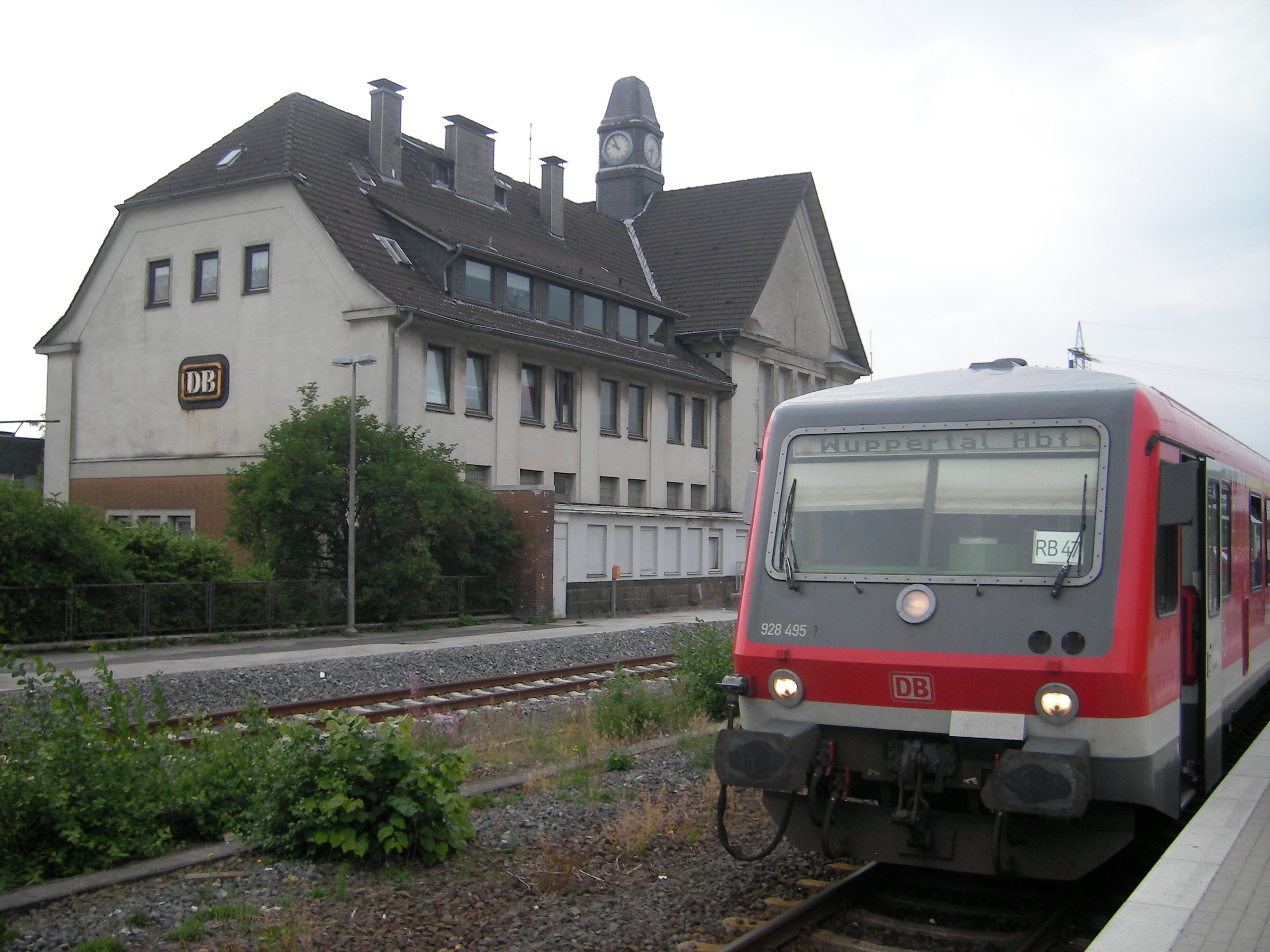
Ehemalige Regionalbahn beim Halt in Remscheid-Lennep

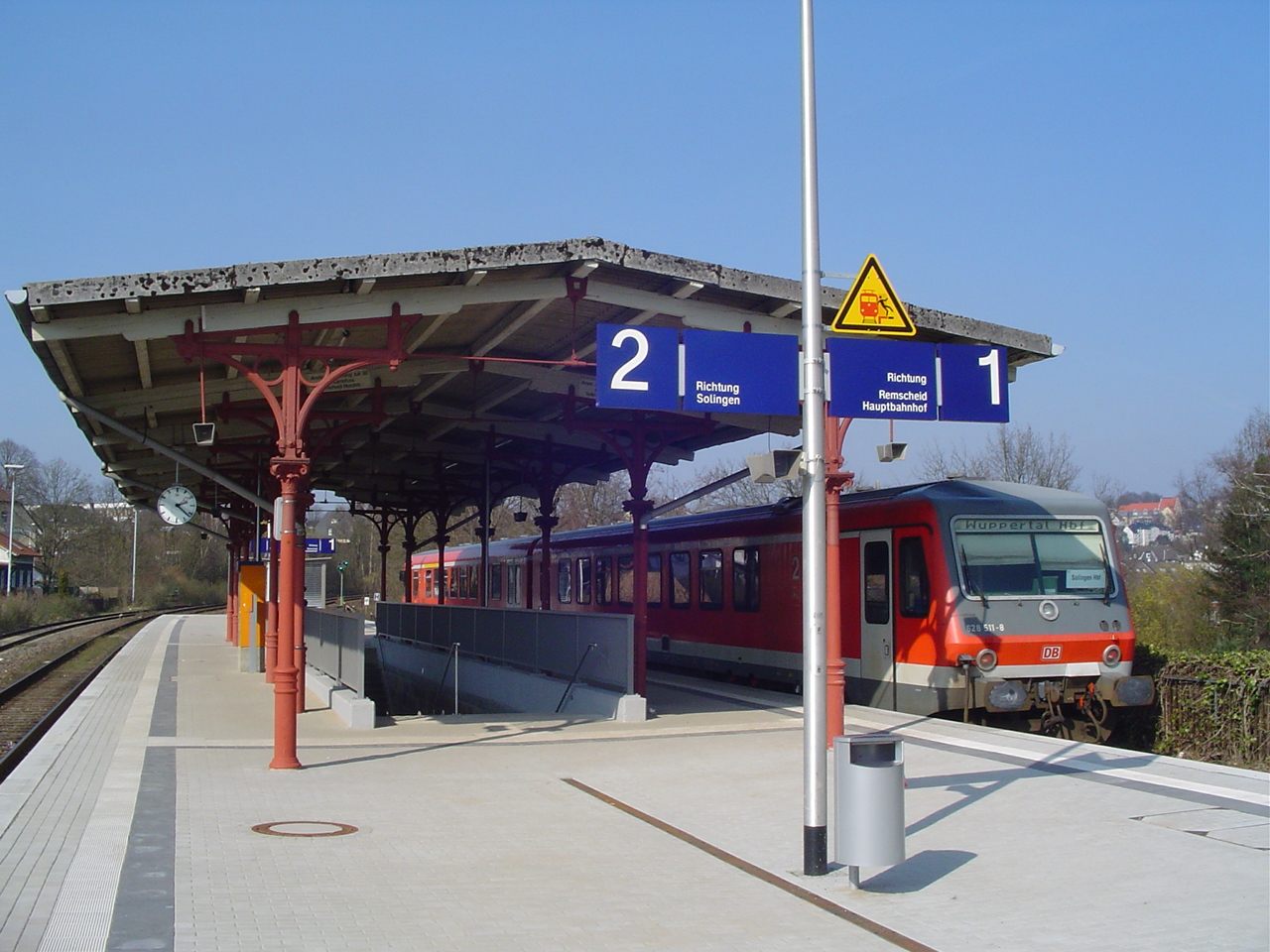
Ehemalige Regionalbahn Der Müngstener in Remscheid-Güldenwerth

Von Wuppertal Hauptbahnhof fahren die Züge in östlicher Richtung bis Bahnhof Wuppertal-Oberbarmen, dann südlich bis Bahnhof Remscheid-Lennep und westlich über Remscheid Hauptbahnhof weiter nach Solingen Hauptbahnhof. Dabei nutzt die Linie folgende Bahnstrecken:
- Bahnstrecke Elberfeld–Dortmund zwischen Wuppertal Hbf (Elberfeld) und Wuppertal-Oberbarmen
- Bahnstrecke Wuppertal-Oberbarmen–Opladen, zwischen Wuppertal-Oberbarmen und Remscheid-Lennep
- Bahnstrecke Remscheid-Lennep–Remscheid-Hasten zwischen Remscheid-Lennep und Remscheid Hbf
- Bahnstrecke Solingen–Remscheid auf gesamter Länge

Seit der Netzanpassung 2009 der S-Bahn Rhein-Ruhr wurden bis Dezember 2022 einzelne Züge über Solingen hinaus zu den Verstärkerzügen der S-Bahn-Linie S 1 durchgebunden, sie verkehrten in Lastrichtung weiter über Hilden und Düsseldorf-Eller Mitte bis Düsseldorf Hauptbahnhof. Diese Züge hielten nicht in Solingen-Schaberg. Mit der Inbetriebnahme der Linie RE 47 wurden diese Verstärker eingestellt.
Die Züge halten zwischen Wuppertal und Solingen an allen Bahnhöfen und Haltepunkten der Strecke. Zwischen Wuppertal Hauptbahnhof und Wuppertal-Oberbarmen wird das S-Bahn-Gleis verwendet.
Montags bis freitags verkehrt diese Linie bis zum Abend im 20-Minuten-Takt, in der übrigen Zeit halbstündlich und nachts an Wochenenden bis Betriebsschluss stündlich. Vereinzelte Zugfahrten (ein Umlauf am Nachmittag) verkehren zwischen Solingen Hauptbahnhof und Remscheid-Lennep, ohne Halt in Solingen-Schaberg und Remscheid-Güldenwerth.

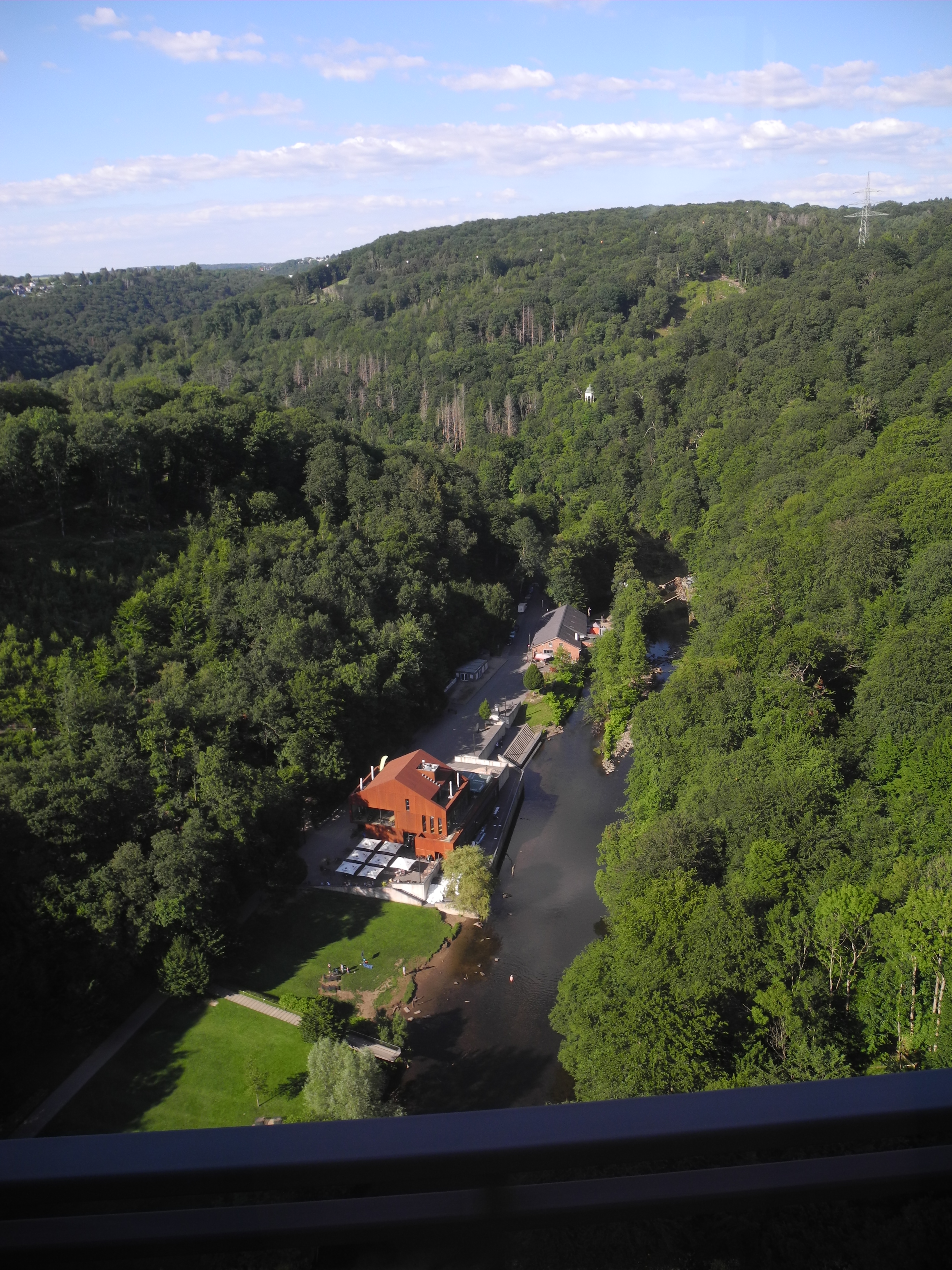
Blick aus der S-Bahn ins Tal der Wupper von der Müngstener Brücke aus, der höchsten Eisenbahnbrücke Deutschlands.

## Tarif
Auf der kompletten Länge des Zuglaufes gilt der Tarif des Verkehrsverbundes Rhein-Ruhr (VRR). Darüber hinaus findet auch der landesweite NRW-Tarif Anwendung.

## Zugmaterial

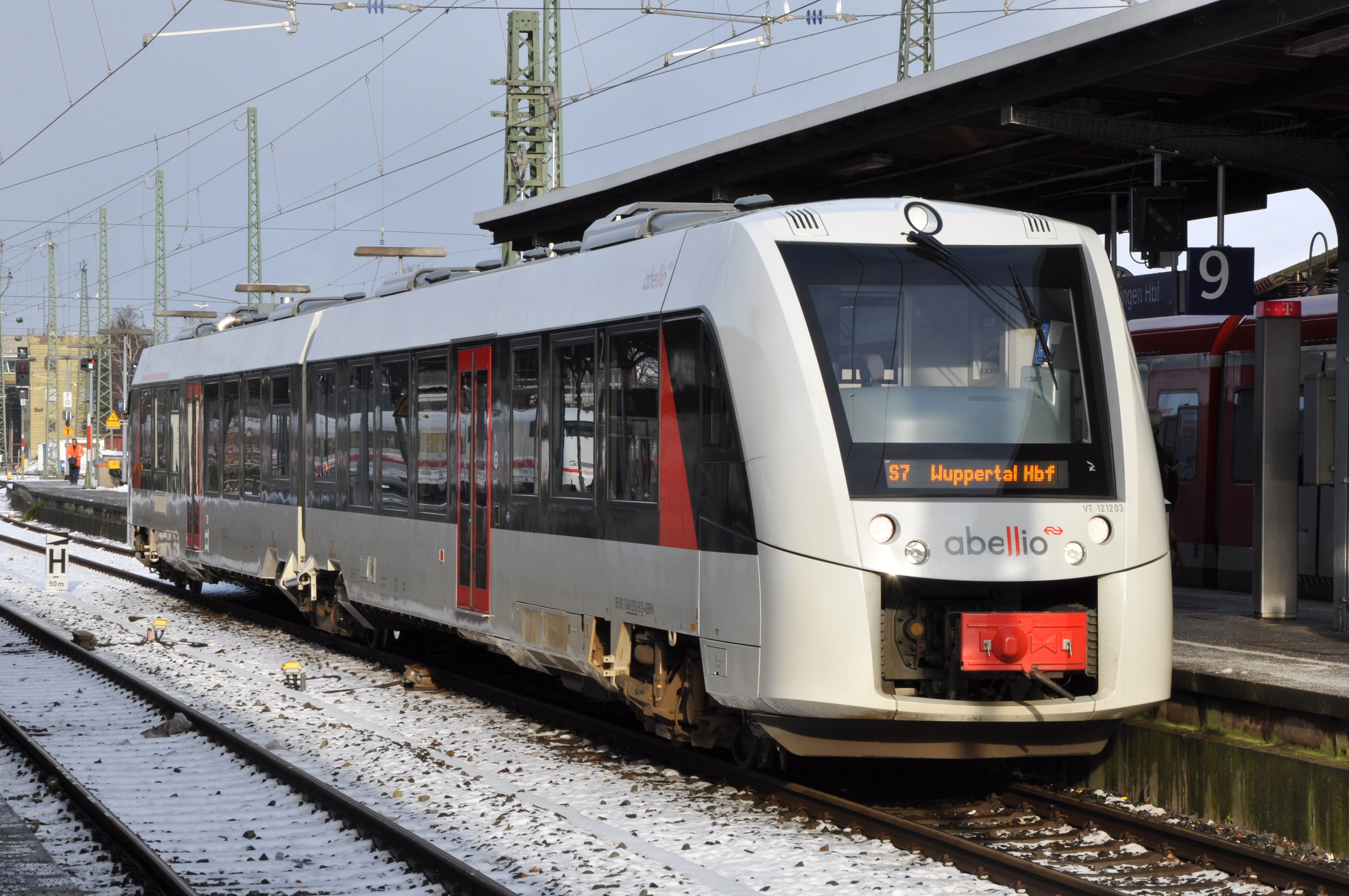
Alstom Coradia LINT in Solingen Hauptbahnhof

Wegen der zwischen Wuppertal-Oberbarmen und Solingen Hauptbahnhof nicht elektrifizierten Strecke werden Dieseltriebzüge eingesetzt. Bis Dezember 2013 waren dies redesignte zweiteilige Triebzüge der Baureihe 628.4 in Einfachtraktion. Heute handelt es sich im Normalfall um einen zweiteiligen Triebzug des Typs LINT 41H der Firma Alstom.